# Parque nacional de Björnlandet
El parque nacional de Björnlandet (en sueco: Björnlandet nationalpark) es un área protegida en el norte de Suecia. Fue establecido en 1991 y cubre un área de 11 kilómetros cuadrados.
Se encuentra en Laponia sur, cerca del pequeño pueblo (aldea) Fredrika, en el municipio de Asele, Condado de Västerbotten.
El bosque es interesante debido a su gran selva virgen y una geografía que se caracteriza por barrancos y precipicios. La fauna es relativamente de menor interés, debido a la dureza del clima y el medio ambiente.